# 巴丁吉羅國家公園
巴丁吉羅國家公園（Bandingilo National Park）是南蘇丹的自然保護區，橫跨中赤道省和東赤道省，成立於1992年，佔地超過10,000平方公里，毗鄰白尼羅河。由於國家貧窮和設施短缺，該國家公園是全球最少遊客到訪的國家公園之一。